# Biebabeloela
Biebabeloela was een Vlaams muziek- en spelprogramma dat van 2000 tot 2004 te zien was op de VRT. De presentatie was in handen van Felice Damiano (Dré Steemans).

## Concept
In elke aflevering nemen twee teams, onder leiding van teamkapiteins Coco Jr. en Yasmine, het tegen elkaar op in vijf muziekrondes en vijf vragenrondes. Elk team wordt begeleid door een live-band: The Magical Flying Thunderbirds en Coco Spirit.
In de muziekrondes geven de zangers en de orkesten eigen live-interpretaties van bekende hits. In de vragenrondes wordt naar muziekkennis gepeild aan de hand van weetjes, clips of beeld- en geluidsfragmenten.

## Afleveringen
- Seizoen 1: 21 april 2000 - 14 juli 2000 (15 afl.)
- Seizoen 2: 2 maart 2001 - 25 mei 2001 (13 afl.)
- Seizoen 3: 8 maart 2002 - 31 mei 2002 (13 afl.)
- Seizoen 4: 14 maart 2003 - 30 mei 2003 (12 afl.)
- Seizoen 5: 12 maart 2004 - 28 mei 2004 (12 afl.)